# Кохання не за розміром
«Кохання не за розміром» (фр. Un homme à la hauteur) — французький романтично-комедійний фільм, знятий Лораном Тіраром. Світова прем'єра стрічки відбулася 25 квітня 2016 року на кінофестивалі COLCOA («City of Lights, City of Angels» — Лос-Анджелес, США). Прем'єра в Україні — 12 травня 2016 року. Фільм розповідає про Діану, яка знайомиться з Александром, котрий має одну-єдину відмінність від чоловіка її мрії — його зріст складає менше півтора метра.

## У ролях
- Жан Дюжарден — Александр
- Вірджинія Ефіра — Діане
- Седрік Кан — Бруно
- Сезар Домбой — Бенжі

## Український дубляж
Фільм дубльований студією ААА-Sound у 2016 році на замовлення компанії «Вольга-Україна» (для прокату) та кабельною мережею «ВОЛЯ Cine+» (для власного показу).
Переклад для студії ААА-Sound — Олена Оксенич. Режисер дубляжу: Олександр Єфимов. Ролі дублювали: Катерина Буцька, Андрій Альохін, Андрій Федінчик, Дмитро Завадський, Юлія Перенчук, Ярослав Чорненький, Ірина Грей, Тетяна Зіновенко, Катерина Брайковська, Кирило Нікітенко, Олександр Єфимов та інші.